# Panama Open Air
Das Panama Open Air war ein zweitägiges Open-Air-Musikfestival im Bereich der elektronischen Musik (vorwiegend Techno und Tech-House), welches von 2016 bis 2024 (mit Ausnahme 2020 und 2021) jährlich im Bonner Naherholungsgebiet Rheinauen stattfindet. Es zählte mit einer Besucherzahl von bis zu 25.000 zu den größten elektronischen Musikfestivals in Nordrhein-Westfalen. Der Name der Veranstaltung lehnt an Janoschs Geschichte „Oh, wie schön ist Panama“ an.

## Geschichte
2011 fand das erste Panama Open Air als illegaler Rave in der Rheinaue (Beueler Seite) statt.
Im darauffolgenden Jahr 2012 fand sich mit der Lustig Wandern Music & Event UG ein offizieller Ausrichter für das eintägige Festival. Ab dem Jahr 2013 wurde dann der Vortag der Bonner Großveranstaltung Rhein in Flammen für die Durchführung des Panama Open Airs genutzt; Mitveranstalter wurde die RheinEvents GmbH.
Seit 2016 gibt es das Panama Open Air als eigenständiges und zweitägiges Musikfestival mit Camping. Im Jahr 2018 wurde die Panama Open Air GmbH zur Veranstaltung des Festivals gegründet.
In den Jahren 2020 und 2021 musste das Festival wegen der anhaltenden Corona-Pandemie abgesagt werden.
Am 2. August 2024 meldete die Panama Open Air GmbH Insolvenz an, am 1. Oktober 2024 wurde das Insolvenzverfahren eröffnet.

## Line-Up seit 2016
| Jahr      | Stages                                                      | Datum                         | Line-Up (Auswahl) |
| 2016      | Pacific Stage, Atlantic Stage, Techno Circus                | 29. und 30. Juli              | Maceo Plex, Mind Against, Umek, Oliver Koletzki, Stephan Bodzin, Tube & Berger, Dominik Eulberg, Laidback Luke, Lost Frequencies, SIGMA, Monika Kruse, Worakls |
| 2017      | Panama Stage, Container Stage, Sparkassen Bretterbude       | 28. und 29. Juli              | Fedde Le Grand, Rudimental, Ben Klock, Kölsch, Len Faki, AKA AKA feat. Thalstroem, Boris Brejcha, Extrawelt, Klaudia Gawlas, Pappenheimer |
| 2018      | Panama Stage, Container Stage, Sparkassen Bretterbude       | 13. und 14. Juli              | Ben Klock, Len Faki, Lost Frequencies, Oliver Heldens, Pan-Pot, Bebetta, Charlotte de Witte, Claptone, Felix Kröcher, Hidden Empire, Lexer, Reinier Zonneveld |
| 2019      | Panama Stage, Container Stage, Sparkassen Bretterbude       | 12. und 13. Juli              | Boris Brejcha, Felix Jaehn, Kölsch, Nicky Romero, Stephan Bodzin, Andhim |
| 2020+2021 |                                                             | ausgefallen (Corona-Pandemie) | |
| 2022      | Mainstage, Container Stage, Techno Stage, Bretterbude Stage | 1. und 2. Juli                | Bastille, Black Eyed Peas, DJ Snake, Da Baby, Alle Farben, David Puentez, Gestört aber geil, Acraze, Elderbrook, Salvatore Ganacci, Fritz Kalkbrenner, Boris Brejcha, Claptone, Richie Hawtin, Pappenheimer, Klaudia Gawlas, Marcel Dettmann                                                                              |
| 2023      | Mainstage, Techno Stage, Container Stage, Bretterbude Stage | 30. Juni & 01. Juli           | Skrillex, Martin Garrix, Rüfüs du Sol, Marteria, Gestört aber Geil, Léon, SSIO, Cascada, ClockClock, David Puentez, HBz, I Hate Models, Klaudia Gawlas, Mike Williams, Younotus, Alfred Heinrichs, Charlie Sparks, Esther Graf, Franck, Fappe & Bru, Felix Kröcher, Klanglos, Jenni Zimnol, Karla Blum, Marika Rossa uvm. |